# Amt Eilenburg

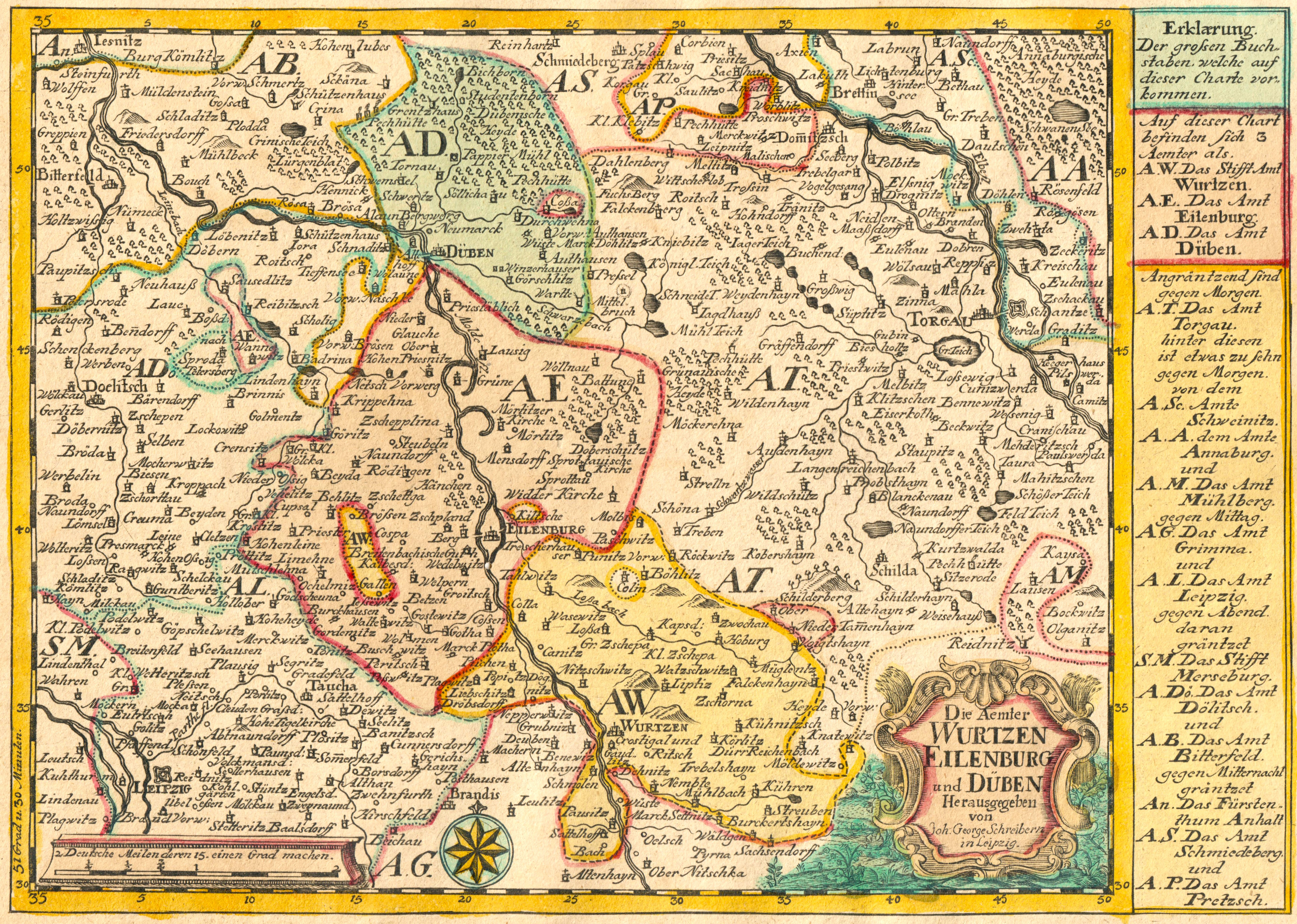
Amt Eilenburg (Mitte, rot), Johann George Schreiber, 1750

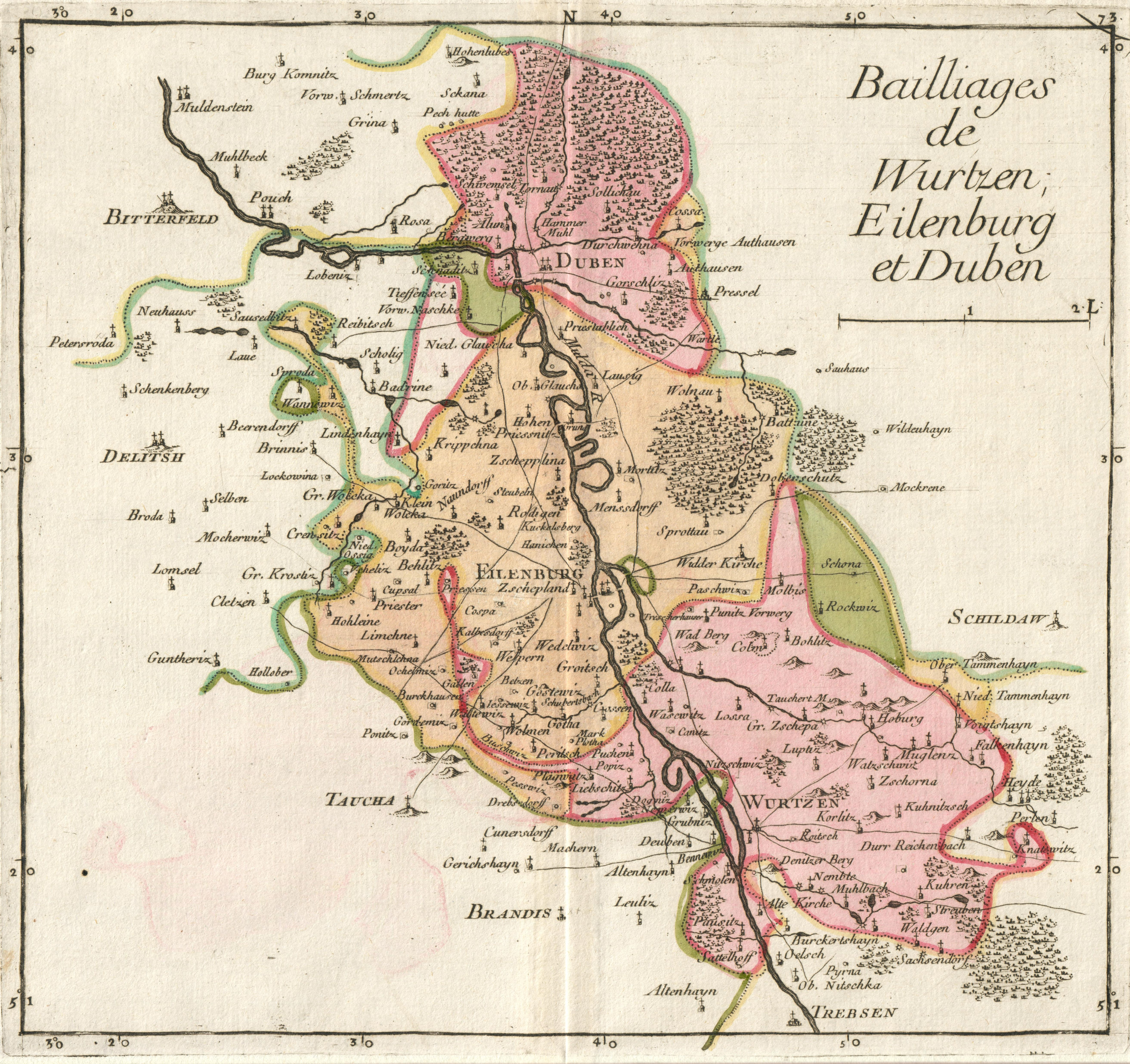
Amt Eilenburg (Mitte, gelb), unbekannt, mglw. Homann/Mayer, 1759

Das Amt Eilenburg war eine im Leipziger Kreis gelegene Verwaltungseinheit des 1806 in ein Königreich umgewandelten Kurfürstentums Sachsen. Bis zur Abtretung an Preußen 1815 bildete es als sächsisches Amt den räumlichen Bezugspunkt für die Einforderung landesherrlicher Abgaben und Frondienste, für Polizei, Rechtsprechung und Heeresfolge.

## Geographische Lage
Das Amt lag beidseits der unteren Mulde, war dem Leipziger Kreis angegliedert und grenzte im Norden und Westen an die Ämter Düben und Delitzsch, im Osten an das Amt Torgau, im Südosten an das Amt Wurzen sowie im Süden an das Kreisamt Leipzig. Im Amtsgebiet lagen zwei Exklaven des  Amts Wurzen.
Das Gebiet liegt heute im Norden des Freistaats Sachsen und gehört zum Landkreis Nordsachsen. Nur Kollau liegt im Landkreis Leipzig.

## Angrenzende Verwaltungseinheiten
| Amt Bitterfeld (Exklaven) | Amt Düben                                   |                               |
| Amt Delitzsch             | Kompassrose, die auf Nachbargemeinden zeigt | Amt Torgau                    |
| Kreisamt Leipzig          |                                             | Stiftsamt Wurzen (Amt Wurzen) |

## Geschichte
Das Amt Eilenburg ging aus der Pflege Eilenburg hervor, die bereits 1017 als besondere Grafschaft urkundlich erwähnt wurde und sich seit der Jahrtausendwende im Besitz der Wettiner befand. Im Jahr 1291 gelangte das Gebiet im Verband der Markgrafschaft Landsberg an die Mark Brandenburg, 1378 an die Herren von Colditz und schließlich 1402 durch Kauf an die Markgrafschaft Meißen.
Bei der Leipziger Teilung gelangte das Amt Eilenburg 1485 an den ernestinischen Zweig der Wettiner, deren Residenz in Wittenberg war. Im Schmalkaldischen Krieg 1546/47 stand der albertinische Herzog Moritz von Sachsen auf der Seite Kaiser Karls V. gegen seinen ernestinischen Vetter, Kurfürst Friedrich II., der 1546 in die Reichsacht getan wurde und in der Wittenberger Kapitulation auf die sächsische Kurwürde und auf fast alle Erblande zugunsten des Albertiners verzichten musste, darunter auch das Amt Eilenburg. Bei der Neuordnung seines nun stark erweiterten Territoriums wies Moritz dieses Amt dem Leipziger Kreis seines nunmehrigen Kurfürstentums Sachsen zu. Bei Sachsen blieb das Amt Eilenburg bis 1815, dann fiel es aufgrund der Beschlüsse des Wiener Kongresses an das Königreich Preußen und bildete dort ab 1816 den Ostteil des Landkreis Delitzsch (Provinz Sachsen). Nur die Exklave Cossa wurde dem Kreis Bitterfeld zugeteilt.
Seit 1990 gehört das Territorium des früheren Amtes Eilenburg zum Freistaat Sachsen. Auf Befehl des Kurfürsten Moritz von Sachsen wurde 1548 ein Erbbuch des Amtes Eilenburg angelegt.

## Einwohner
| Jahr | Einwohner |
| ---- | --------- |
| 1779 | 10.000    |
| 1801 | 12.400    |
| 1806 | 13.000    |

## Bestandteile
Städte
- Eilenburg mit der Burg Eilenburg

Acht Vorstädte Eilenburgs
| - Gassen-Gemeinde - Hainichen - Hinterstadt - Leipziger Steinweg | - Sand-Gemeinde - Tal-Gemeinde - Torgauer Steinweg - Zscheppelende |

Dörfer
| - Battaune - Behlitz - Bötzen - Boyda - Doberschütz - Nieder-Glaucha - Ober-Glaucha - Gordemitz - Gostemitz - Gotha | - Groitzsch - Gruna - Hohenleina - Hohenprießnitz - Jesewitz - Cospa - Cossen - Krensitz - Krippehna - Kültzschau | - Kupsal - Laußig - Liemehna - Mensdorf - Mörtitz - Mutschlena - Naundorf - Noitzsch - Ochelmitz - Pehritzsch | - Priester - Pristäblich - Rödgen - Steubeln - Wedelwitz - Weltewitz - Groß-Wölkau - Klein-Wölkau - Wöllmen - Wöllnau | - Wölpern - Zschepplin - Zschettgau |

Dörfer unter der Grundherrschaft des Ritterguts Thallwitz im Amt Wurzen (Stiftsamt Wurzen)
- Bunitz
- Collau (anteilig)
- Mölbitz
- Paschwitz
- Sprotta

Dörfer (Exklaven)
- Cossa
- Sausedlitz
- Wannewitz

Rittergüter und Vorwerke
| - Battaune - Berg vor Eilenburg - Eilenfeld - Gotha - Groitzsch | - Gruna - Hohenprießnitz - Kückelsberg - Mensdorf - Nieder-Glaucha | - Pristäblich - Rothejane (Vorwerk) - Sausedlitz - Wölkau - Wedelwitz | - Zschepplin |

Anderer Besitz
- Kämmereiforst bei Naundorf
- Forst Doberschütz (westl. Teil)

## Amtshauptmänner
- Otte von Sliwin, erwähnt 1418 als Vogt in Eilenburg
- Hans von Schönberg, 1518 von Kurfürst Friedrich dem Weisen eingeführt, verhandelte mit Martin Luther über die Einführung der Reformation in Eilenburg
- 1543–1545: Nicolaus von Milkau
- Johann von Heydeck, zugleich Oberhauptmann des Leipziger Kreises
- 1586–1591: Johann Georg von Ponickau
- 1602–1631: Philipp Ernst Graf von Mansfeld-Artern, Stifter der Orgel (1603) und des Taufsteins in der Marienkirche, ebendort beigesetzt
- 1634–1666: Heinrich von Taube, kufürfürstlicher Oberkammerherr, Oberhofmarschall, Geheimrat
- 1666–1668: Georg Friedrich von Wolfframshausen auf Köstritz, kurfürstlicher Oberst und Kammerherr; in der Nikolaikirche begraben
- 1668–1683: Christian Siegmund von Holtzendorff
- 1683: Albrecht Friedrich von Hünicke, zugleich Hauptmann des Leipziger Kreises
- 1684: Maximilian von Sahla, verstorben in Venedig im Gefolge von Kurfürst Johann Georg III.
- 1693: Heinrich von Bünau, wohl bis ins 18. Jh.

Die späteren Amtshauptleute von Eilenburg sollen in Grimma oder Leipzig ansässig gewesen sein. Letzter Amtshauptmann war Geheimrat Peter Friedrich Freiherr von Hohenthal-Dölkau.

## Amtsschösser und Amtmänner
- 1500 Jobst Marschalch
- 1502 Bernhard Dombach
- 1512 Johann Müller, Amtsverweser
- 1530 Johann Breithut
- 1537 Thomas Rudolph, Amtsverweser
- 1541 Nicolaus Widemar
- 1546 Blasius Beckenstein
- –1584 Abraham Friedrich
- –1590 Georg Winkler, Amtsverweser
- 1590 Johann Winkler
- 1603 Georg Hartmann
- 1605 Michael Hartmann
- 1609 Heinrich Gramm
- 1617 Paul Jenisch
- 1631 Paul Gärtner
- 1637 Heinrich Metzner
- 1645 Johann Fischer
- 1653 Christian Zschau
- 1672 Johann Kohlau
- 1686 August Köppe
- 1694 Johann Christian Lünig
- 1770 August Müller, Amtsverweser
- 1784 Viebig, Kommissionsrat
- 1806 Friedrich Christian Gottlob Hasper, Kommissionsrat
- 1822 Ilberg, Amtsverweser
- 1823 J. A. Hirsch

## Karten
- Karte der Ämter Eilenburg, Wurzen und Düben aus dem 18. Jahrhundert